# Cratere Khare
Khare è un cratere sulla superficie di Plutone.